# 長谷川惠一
長谷川 惠一（はせがわ けいいち、1962年 - ）は、日本の会計学者。早稲田大学商学学術院（大学院会計研究科）教授。専攻は管理会計。高崎経済大学専任講師、早稲田大学商学部専任講師、助教授、教授を経て現職。

## 学歴
- 1986年 - 早稲田大学商学部卒業。
- 1991年 - 早稲田大学大学院商学研究科博士後期課程単位取得満期退学。

## 著書

### 共著
- 入門原価計算 第2版（2004年、中央経済社、奥村雅史・清水孝との共著）
- バランストスコアカード 理論と導入（2001年、ダイヤモンド社、伊藤嘉博・清水孝との共著）
- スタンダード管理会計（2009年、東洋経済新報社、小林啓孝・伊藤嘉博・清水孝との共著）

### 共同執筆
- 企業価値を創造する3つのツール EVA・ABC・BSC（2002年、中央経済社、櫻井通晴編著）
- ホスピタリティ・マネジメント―サービス競争力を高める理論とケーススタディ（2002年、生産性出版、中村清・山口祐司編著）
- マーケティング辞典（2003年、同文舘出版、宮澤永光・亀井昭宏監修）
- 基本原価計算用語辞典（2004年、白桃書房、山田庫平編著）
- 戦略マネジメント・システム―企業・非営利組織のバランスト・スコアカード（2004年、東洋経済新報社、清水孝編著）
- 医療経営のバランスト・スコアカード―ヘルスケアの質の向上と戦略的病院経営ツール（2004年、生産性出版、髙橋淑郎編著）

### 監訳書
- 企業連携のコスト戦略（2000年、ダイヤモンド社、清水孝との共同監訳書）
- 戦略マップ―バランスト・スコアカードの新・戦略実行フレームワーク（2005年、ランダムハウス講談社、櫻井通晴・伊藤和憲との共同監訳書）

### 訳書
- キャプランとノートンの戦略バランスト・スコアカード（2001年、東洋経済新報社、櫻井通晴監訳）